# La contessa scalza
La contessa scalza (The Barefoot Contessa) è un film del 1954 diretto da Joseph L. Mankiewicz ed interpretato da Ava Gardner, Humphrey Bogart e Edmond O'Brien.
Il nome della protagonista, Vargas, è stato fonte di ispirazione per quello della scrittrice francese Fred Vargas.

## Trama

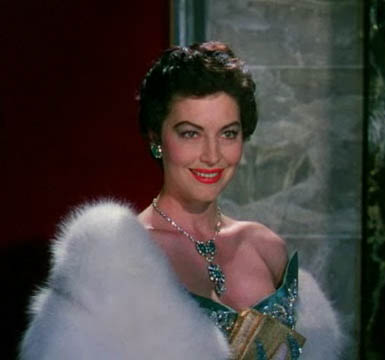
Maria Vargas (Ava Gardner)

La vita di una diva cinematografica, Maria Vargas, è rievocata nel momento triste del suo funerale da tre conoscenti presenti alle esequie in un cimitero a Rapallo, ciascuno dal suo particolare punto di vista.
Harry Dawes, scrittore e regista, ricorda il primo incontro con la ragazza in un locale notturno di Madrid (mentre ballava scalza). Harry ci va assieme al ricco Kirk Edwards, ereditiero supponente e anaffettivo in cerca di fama nel cinema, e all'assistente di questi Oscar Muldoon. La ragazza, orgogliosa e bellissima, è riluttante ad accettare la proposta di Edwards di fare un film per lui, ma Harry riesce a convincerla.
Oscar rievoca i primi tempi di Maria a Hollywood. Fin dal primo film, che gira col nome d'arte di Maria D'Amata, ella riscuote un grande successo di pubblico. Ma non c'è tempo per goderselo. In Spagna succede una tragedia: il padre di Maria uccide la madre; e lei vola in Spagna per assisterlo e difenderlo in aula. E ci riesce.
Harry riprende il racconto facendo un salto di due anni. Un socio in affari di Kirk Edwards, il miliardario sudamericano Alberto Bravano, corteggia Maria e la vuole portare via con sé. Edwards lo sfida in una contesa verbale pubblica, durante una festa. Ma Alberto, con il suo fascino e la sua spavalderia, lo mette in difficoltà davanti a tutti. Kirk, capriccioso come un bambino, vuol vincere la disfida trattenendo Maria. Ma fa l'errore di "pretendere" che lei rimanga con lui; e lei, orgogliosa, decide di rompere il legame con il miliardario americano e se ne va con Bravano. Anche Oscar, che non ne può più delle angherìe di Kirk ed è attirato dai soldi di Bravano, va dietro a quest'ultimo.
Il racconto viene continuato dallo stesso Oscar. Narra della frequentazione dell'alta società da parte di Maria, Bravano e lui stesso. Un periodo in cui Maria diventa sempre più distaccata ed enigmatica, quasi a marcare una incolmabile distanza fra il suo mondo interiore e il contesto di falsità e vanità in cui si ritrova. Una sera Bravano, alticcio e irritato per aver perso al giuoco, accusa Maria di portare sfortuna e di essere senz'anima. La maltratta, finché non arriva un nobile giovane uomo che lo schiaffeggia, portando via la ragazza. Si tratta del conte Vincenzo Torlato-Favrini.
È costui a proseguire il racconto retrospettivo. Aveva già incontrato Maria, anni addietro, quando ancora non era famosa: in un campo nomadi, dove l'aveva vista ballare con un gitano. Dopo aver riproposto i fatti della sera in cui schiaffeggiò Bravano dal suo punto di vista, il conte narra il seguito. Porta Maria in Italia, a Rapallo, nel suo castello. Si innamora di lei e pensa di sposarla, confidando anche che l'amore lo guarisca dalla sua impotenza.
Harry riprende il filo del racconto. Giunto in Liguria per girare, raggiunge Maria e l'assiste nei preparativi del matrimonio. Dopo la lunga luna di miele, Harry incontra di nuovo Maria. È triste, disillusa, nervosa. E gli racconta della prima notte di nozze.
Il conte va nella camera della moglie, le ribadisce il suo amore, ma le consegna anche il rapporto medico che certifica la sua impotenza sessuale, e le chiede di aiutarlo a "guarire" standogli accanto. Ma lei la prende malissimo e poco dopo sfoga i suoi istinti con l'autista del conte. Ciò nonostante vuole rimanere con il marito, per farlo felice: il suo piano è far passare il figlio che ora aspetta come il figlio del conte, per dargli l'agognata discendenza.
Ma le cose non vanno come previsto. Il Conte scopre tutto e, pazzo di gelosia, uccide la moglie e l'amante. Harry va al castello ma non arriva in tempo per sventare la tragedia. Incontra il conte che confessa il suo delitto e si consegna alla polizia.

## Produzione
Gli abiti di scena del film sono stati realizzati dall'atelier di moda delle Sorelle Fontana.
Per le scene del castello sul mare era stato costruito a Sanremo un set, utilizzando i contrafforti del poligono di tiro al piccione, costruito sulle fortificazioni tedesche sul mare a ponente della città. Nei titoli di testa il nome dell'attrice Valentina Cortese è modificato in Cortesa. L'attore Edmond O'Brien vinse il Premio Oscar come miglior attore non protagonista mentre il regista Joseph L. Mankiewicz, candidato alla prestigiosa statuetta per la miglior sceneggiatura, si vide soffiare il premio da Budd Schulberg che lo vinse per il film Fronte del porto di Elia Kazan.

## Influenza culturale
Nelle scene del film si può notare il motto della casa nobiliare Che sarà sarà, questo motto dette lo spunto a Jay Livingston per intitolare la famosa canzone cantata da Doris Day.

## Riconoscimenti
- 1955 - Premio Oscar
  - Miglior attore non protagonista a Edmond O'Brien
  - Nomination Migliore sceneggiatura originale a Joseph L. Mankiewicz
- 1955 - Golden Globe
  - Miglior attore non protagonista a Edmond O'Brien
- 1955 - Writers Guild of America
  - Nomination Migliore sceneggiatura originale a Joseph L. Mankiewicz